# Pallavolo paralimpica ai Giochi paralimpici
La pallavolo paralimpica è sport paralimpico ai Giochi paralimpici estivi dalla quinta edizione di Toronto 1976.
Dal 1976 al 2000 erano presenti sia i tornei di sitting volley sia quelli di standing volley, entrambi soltanto a livello maschile. Nel 1976 il sitting volley comparve solamente come sport dimostrativo, per poi entrare nel programma dalla successiva edizione di Arnhem. A partire da Atene 2004 è stato mantenuto solamente il sitting volley, con l'inclusione del torneo femminile.

## Edizioni

### Sitting volley

#### Maschile
Sport dimostrativo
| Edizione      | Edizione                  | Podio                | Podio                | Podio                |
| Anno          | Organizzatore             | Campione             | Seconda              | Terza                |
| ------------- | ------------------------- | -------------------- | -------------------- | -------------------- |
| 1976 Dettagli | Toronto                   | Paesi Bassi          | Germania Ovest       | Finlandia            |
| 1980 Dettagli | Arnhem                    | Paesi Bassi          | Svezia               | Jugoslavia           |
| 1984 Dettagli | New York Stoke Mandeville | Paesi Bassi          | Germania Ovest       | Svezia               |
| 1988 Dettagli | Seul                      | Iran                 | Paesi Bassi          | Norvegia             |
| 1992 Dettagli | Barcellona                | Iran                 | Paesi Bassi          | Germania             |
| 1996 Dettagli | Atlanta                   | Iran                 | Norvegia             | Finlandia            |
| 2000 Dettagli | Sydney                    | Iran                 | Bosnia ed Erzegovina | Finlandia            |
| 2004 Dettagli | Atene                     | Bosnia ed Erzegovina | Iran                 | Egitto               |
| 2008 Dettagli | Pechino                   | Iran                 | Bosnia ed Erzegovina | Russia               |
| 2012 Dettagli | Londra                    | Bosnia ed Erzegovina | Iran                 | Germania             |
| 2016 Dettagli | Rio de Janeiro            | Iran                 | Bosnia ed Erzegovina | Egitto               |
| 2020 Dettagli | Tokyo                     | Iran                 | RPC                  | Bosnia ed Erzegovina |
| 2024 Dettagli | Parigi                    | Iran                 | Bosnia ed Erzegovina | Egitto               |

#### Femminile
| Edizione      | Edizione       | Podio       | Podio       | Podio       |
| Anno          | Organizzatore  | Campione    | Seconda     | Terza       |
| ------------- | -------------- | ----------- | ----------- | ----------- |
| 2004 Dettagli | Atene          | Cina        | Paesi Bassi | Stati Uniti |
| 2008 Dettagli | Pechino        | Cina        | Stati Uniti | Paesi Bassi |
| 2012 Dettagli | Londra         | Cina        | Stati Uniti | Ucraina     |
| 2016 Dettagli | Rio de Janeiro | Stati Uniti | Cina        | Brasile     |
| 2020 Dettagli | Tokyo          | Stati Uniti | Cina        | Brasile     |
| 2024 Dettagli | Parigi         | Stati Uniti | Cina        | Canada      |

### Standing volley

#### Maschile
| Edizione      | Edizione                  | Podio          | Podio          | Podio          |
| Anno          | Organizzatore             | Campione       | Seconda        | Terza          |
| ------------- | ------------------------- | -------------- | -------------- | -------------- |
| 1976 Dettagli | Toronto                   | Israele        | Gran Bretagna  | Finlandia      |
| 1980 Dettagli | Arnhem                    | Israele        | Polonia        | Germania Ovest |
| 1984 Dettagli | New York Stoke Mandeville | Israele        | Germania Ovest | Francia        |
| 1988 Dettagli | Seul                      | Germania Ovest | Israele        | Polonia        |
| 1992 Dettagli | Barcellona                | Germania       | Polonia        | Cecoslovacchia |
| 1996 Dettagli | Atlanta                   | Germania       | Slovacchia     | Polonia        |
| 2000 Dettagli | Sydney                    | Germania       | Canada         | Slovacchia     |

## Medagliere
| Posizione | Paese                |    |    |    | Totale |
| --------- | -------------------- | -- | -- | -- | ------ |
| 1         | Iran                 | 8  | 2  | 0  | 10     |
| 2         | Cina                 | 3  | 3  | 0  | 6      |
| 3         | Stati Uniti          | 3  | 2  | 1  | 6      |
| 4         | Israele              | 3  | 1  | 0  | 4      |
| 5         | Germania             | 3  | 0  | 2  | 5      |
| 6         | Bosnia ed Erzegovina | 2  | 4  | 1  | 7      |
| 7         | Paesi Bassi          | 2  | 3  | 1  | 6      |
| 8         | Germania Ovest       | 1  | 3  | 1  | 5      |
| 9         | Polonia              | 0  | 2  | 2  | 4      |
| 10        | Norvegia             | 0  | 1  | 1  | 2      |
| 10        | Slovacchia           | 0  | 1  | 1  | 2      |
| 10        | Svezia               | 0  | 1  | 1  | 2      |
| 10        | Canada               | 0  | 1  | 1  | 2      |
| 14        | Gran Bretagna        | 0  | 1  | 0  | 1      |
| 14        | RPC                  | 0  | 1  | 0  | 1      |
| 16        | Finlandia            | 0  | 0  | 3  | 3      |
| 16        | Egitto               | 0  | 0  | 3  | 3      |
| 18        | Brasile              | 0  | 0  | 2  | 2      |
| 19        | Jugoslavia           | 0  | 0  | 1  | 1      |
| 19        | Francia              | 0  | 0  | 1  | 1      |
| 19        | Russia               | 0  | 0  | 1  | 1      |
| 19        | Ucraina              | 0  | 0  | 1  | 1      |
| 19        | Cecoslovacchia       | 0  | 0  | 1  | 1      |
| Totale    | Totale               | 25 | 25 | 25 | 75     |